# Rüdiger Safranski
Rüdiger Safranski (Rottweil (Baden-Württemberg), 1945. január 1.) német filozófus és író.

## Pályafutása
Safranski 1965-től germanisztikát és történelmet tanult Frankfurt am Mainban a Johann Wolfgang von Goethe Egyetemen, Theodore Adornónál pedig filozófiát. 1972 és 1977 között a nyugat-berlini Szabadegyetem tudományos segédmunkatársa volt a germanisztika tanszéken. 1975-ben doktorált Nyugat-Németország munkásirodalmának fejlődéséről írt tanulmányával. Tudományos munkája mellett a Berlini füzetek szerkesztője és társkiadója is volt. 1977 és 1982 között docensként működött a felnőttképzés területén, 1987-ben pedig szabadfoglalkozású íróként telepedett le Berlinben.
Safranski elsősorban Friedrich Schiller, E. T. A. Hoffmann, Arthur Schopenhauer, Friedrich Nietzsche és Martin Heidegger monográfiáiról vált híressé. A Deutsche Akademie für Sprache und Dichtung (Darmstadt) és a PEN-Zentrum tagja. 2002 óta moderálja Peter Sloterdijkkel a ZDF Philosophische Quartett televíziós műsorát.

## Válogatott művei
- Der Weg aus der Festung, 2015
- Zeit, was sie mit uns macht und was wir aus ihr machen, 2015
- Goethe. Kunstwerk des Lebens. Biografie. 2013
- Goethe und Schiller. Geschichte einer Freundschaft. München u. a., Hanser. 2009. ISBN 978-3-446-23326-3
- Romantik. Eine deutsche Affäre. München u. a., Hanser. 2007. ISBN 978-3-446-20944-2
- Schiller als Philosoph – Eine Anthologie. Berlin, wjs-Verlag. 2005. ISBN 3-937989-08-0
- Schiller oder die Erfindung des Deutscher Idealismus, München u. a., Hanser. 2004. ISBN 3-446-20548-9 Rezension: Manfred Koch (Germanist) in NZZ, 25. September 2004
- Wieviel Globalisierung verträgt der Mensch? München u. a.: Hanser. 2003. ISBN 3-446-20261-7
- Friedrich Nietzsche. Biographie seines Denkens. München u. a., Hanser. 2000. ISBN 3-446-19938-1 Rezension:Ijoma Mangold in Berliner Zeitung, 18. August 2000
- Das Böse oder Das Drama der Freiheit. München u. a., Hanser. 1997. ISBN 3-446-18767-7 Rezension: Micha Brumlik in Die Zeit, 19. September 1997
- Ein Meister aus Deutschland. Heidegger und seine Zeit. München u. a., Hanser. 1994. ISBN 3-446-17874-0
- Wieviel Wahrheit braucht der Mensch? Über das Denkbare und das Lebbare. München u. a., Hanser. 1990. ISBN 3-446-16045-0
- Schopenhauer und die wilden Jahre der Philosophie. Eine Biographie. 2. Aufl. München u. a.: Hanser. 1988. ISBN 3-446-14490-0
- E.T.A. Hoffmann. Das Leben eines skeptischen Phantasten. München u. a.: Hanser. 1984. ISBN 3-446-13822-6
- Studien zur Entwicklung der Arbeiterliteratur in der Bundesrepublik (Dissertation), Berlin, Freie Univ., 1976

## Magyarul megjelent művei
- Schopenhauer és a filozófia tomboló évei. Életrajz; ford. Györffy Miklós; Európa, Bp., 1996 ISBN 963075892X
- A gonosz avagy A szabadság drámája; ford. Györffy Miklós; Európa, Bp., 1999 ISBN 9630764970
- Egy némethoni mester. Heidegger és kora; ford. Rácz Péter, Schein Gábor, Tatár Sándor; Európa, Bp., 2000 (Memoria mundi) ISBN 963-07-6333-8
- Nietzsche. Szellemi életrajz; ford. Györffy Miklós, bibliográfia Ábrahám Zoltán; Európa, Bp., 2002 (Életek & művek) ISBN 9789630772556
- Mennyi globalizációt bír el az ember?; ford. Györffy Miklós; Európa, Bp., 2004 (Mérleg) ISBN 9630776529
- Friedrich Schiller, avagy A német idealizmus felfedezése; ford. Györffy Miklós; Európa, Bp., 2007 (Életek & művek) ISBN 9789630781770
- Romantika. Egy német affér; ford. Horváth Géza; Európa, Bp., 2010 ISBN 9789630790161
- Idő. Amit velünk tesz, és amivé mi tesszük; ford. Simon József; Typotex, Bp., 2017

## Fordítás
- Ez a szócikk részben vagy egészben  a   Rüdiger Safranski című német Wikipédia-szócikk fordításán alapul.  Az eredeti cikk szerkesztőit annak laptörténete sorolja fel. Ez a jelzés csupán a megfogalmazás eredetét és a szerzői jogokat jelzi, nem szolgál a cikkben szereplő információk forrásmegjelöléseként.